# پارک ملی تورس دل پین
پارک ملی تورس دل پین (به اسپانیایی: Parque nacional Torres del Paine) یک پارک ملی و جاذبه‌های گردشگری در شیلی است که در تورس دل پئین (شیلی) واقع شده‌است.